# اسحق فرهمند
اسحق فرهمند (۱۳۱۲–۱۳۸۹) مدرس و استاد ریاضی و منتخب کلیمیان در دوره نخست مجلس شورای اسلامی بود.

## تولد و تحصیلات و ازدواج
فرهمند در ۱۳۱۲ خورشیدی در کرمانشاه به دنیا آمد. او پنج خواهر و برادرش داشت و پدرش در زمانیکه او شش سال داشت درگذشت. وی پس از اتمام دوره ابتدایی و اتمام دوره دبیرستان در مدارس آلیانس و دبیرستان شاهپور کرمانشاه، در سال ۱۳۳۰ وارد دانشگاه شد. او دو لیسانس در رشته‌های ریاضی و روانشناسی دریافت کرد. اسحق فرهمندپور در سال ۱۳۳۸ خورشیدی با همسرش فهیمه دیانی از فرهنگیان کرمانشاه ازدواج کرد.

## فعالیتهای شغلی
فرهمند پس از پایان دوره سربازی به استخدام انجمن فرهنگی «اوتصرهتورا» درآمد. و در دبیرستان‌های کوروش پسران و دختران به تدریس ریاضیات مشغول بود. وی در دروان تدریس خود کتاب «ریاضیات در سطح دبیرستان» را تألیف کرد و به شهرت رسید. پس از مدتی به توصیه فرخ رو پارسا به عنوان معلم ریاضیات تدریس به جوانان و نوجوانان خاندان پهلوی به دربار معرفی و استخدام شد.

## نمایندگی مجلس
پس از انقلاب او به عنوان نماینده کلیمیان در نخستین دوره مجلس شورای اسلامی انتخاب می‌شود اما به بهانه تدریس در دربار با اتهاماتی مانند طاغوتی، صهیونیست درباری و غیره از سوی نمایندگان همکارش مواجه می‌شود. ابراهیم یزدی، رییس هیات اعتبارنامه‌ها گزارش داد فرهمندپور در سال ۱۹۶۹ به عنوان معلم در مؤسسه ORT فعالیت کرده است. او گفت این مؤسسه «به خاطر ارتباطاتش با اسرائیل و صهیونیسم بدنام است.» او همچنین فرهمندپور را متهم کرد به یکی از برادرزادگان شاه سابق تدریس خصوصی کرده است. او گفت یک سال در مؤسسه ORT کار کرده ولی هرگز از گرایش های سیاسی آن پرسشی نکرده یا اطلاعی نداشته است. او همچنین گفت به دستور وزارت فرهنگ ایران به برادرزاده شاه تدریس خصوصی کرده و دستمزدی بابت کارش نگرفته است. نمایندگان متعدد دیگری او را به «مخالفت با گروگانگیری آمریکایی ها» و ادامه حبس آنان متهم کردند و وقتی او آن را نفی کرد بر سر او فریاد زدند «اگر با این اقدام اسلامی موافقی فریاد بزن مرگ بر آمریکا» که فرهمندپور بنا بر منابع برخاست و فریاد زد: «مرگ بر آمریکا صد بار. مرگ بر اسرائیل دویست بار. مرگ بر روسیه پانصد بار.» چند نماینده او را تشویق کردند ولی بقیه نسبت به آنچه او گفت و صداقت او ابراز تردید کردند. سرانجام در خصوص اعتبار نامه اش رای‌گیری و اعتبارنامه وی با هفتاد رأی مخالف، سی شش رأی موافق و هشتاد و نه رأی ممتنع رد گردید و به تصویب نرسید. پس از این رای گیری نمایندگان متعددی از جمله صادق خلخالی از جامعه یهودی خواستند بدون فوت وقت نماینده دیگری را برگزینند. در انتخاباتی که در سال ۱۳۶۰ برگزار شد خسرو ناقی بدون رقیب به عنوان نماینده کلیمیان برگزیده شد.

## خروج از ایران و درگذشت
پس از ناکامی در ادامه حضور در مجلس وی وی ایران را ترک و به اروپا و سپس به نزد دو فرزندش در واشینگتن رفته و در آمریکا ساکن شد. اسحق فرهمندپور در بهار ۱۳۸۹ (۲۰۱۰ میلادی) در یک عمل جراحی ساده در سن ۷۷ سالگی درگذشت.